# T-100
De T-100 was Russisch prototype voor een superzware  tank, die werd ontworpen tussen 1932 en 1934 samen met de eveneens superzware T-39-tank. De T-100 sloeg niet aan bij het leger. De T-100 was een van de Leningrad monsters. De tank sloeg wel aan bij Stalin, die vond dat er beter weinig goede dan veel slechte tanks moesten zijn. De tank was te zwaar en te langzaam om nuttig te zijn in gevechten en het idee werd verworpen. Toch is één T-100 getest in de Finse Winteroorlog. Dat resulteerde in terugkerende technische problemen, waaronder oververhitting van de motor.